# Chợ nổi Cái Răng

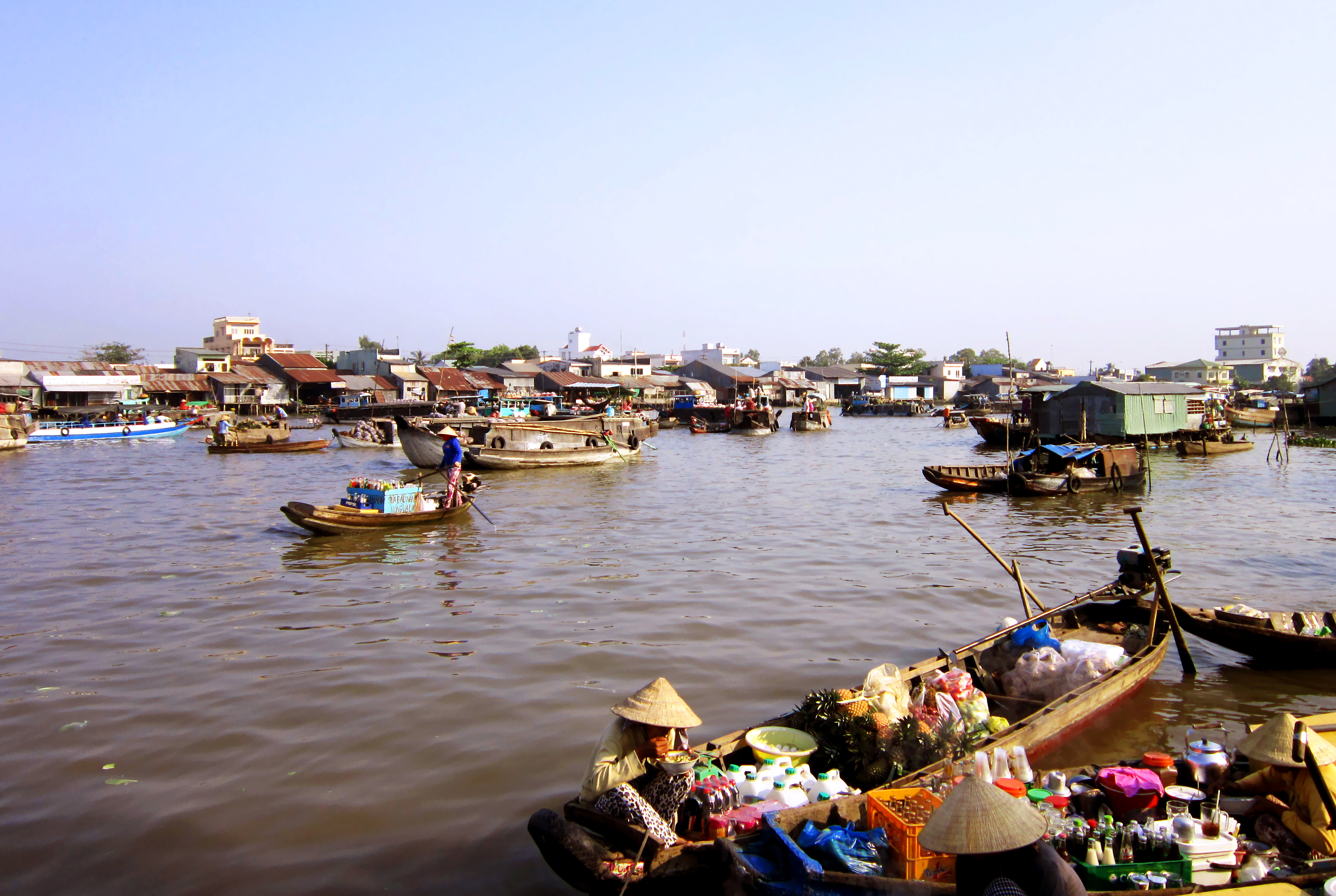
Một cảnh ở chợ nổi Cái Răng

Chợ nổi Cái Răng là chợ nổi đầu mối chuyên mua bán trái cây và rau củ  ở trên sông Cần Thơ và là điểm tham quan đặc sắc của quận Cái Răng, thành phố Cần Thơ.
Năm 2016, Chợ nổi Cái Răng đã được Bộ văn hóa thể thao và du lịch công nhận Di sản Văn hóa phi vật thể quốc gia.

## Vị trí
Chợ nhóm trên sông Cần Thơ, đoạn gần cầu Cái Răng, cách trung tâm thành phố Cần Thơ khoảng 7 km.
Du khách có thể tiếp cận chợ nổi bằng hai cách: hoặc là thuê tàu ở bến Ninh Kiều để đi; hoặc là bắt xe đến chợ An Bình (quận Ninh Kiều) rồi thuê tàu để đi. Giá vé tàu cho một khách là 100.000 đồng

## Nguyên nhân hình thành chợ nổi
Nét độc đáo và đặc điểm chính của chợ nổi Cái Răng là chuyên mua bán các loại rau củ, trái cây của vùng đồng bằng sông Cửu Long. Thuở xưa, chợ nổi hình thành vì hệ thống giao thông đường thủy giữ vai trò gần như độc tôn. Trong khi nhu cầu thương mại ngày càng tăng cao mà việc đi lại luôn gắn với dòng sông, bến nước nên điểm giao sông, bùng binh trở thành địa điểm lý tưởng để người ta tụ tập mua bán. Ngày nay, hệ thống giao thông đường bộ đã phát triển rộng khắp, điều này góp phần làm "biến mất" nhiều chợ nổi. Tuy nhiên, dưới tác động của hoạt động du lịch, chợ nổi dần tách khỏi vai trò chính yếu của nó để tồn tại và phát triển theo một hướng mới bền vững hơn.

## Đặc điểm
Chợ nổi Cái Răng cũng là chợ đầu mối chuyên mua bán các loại rau củ của vùng. Chợ nhóm từ 2 - 3 giờ sáng, nhộn nhịp nhất vào khoảng 4 - 6 giờ sáng, hoạt động mua bán diễn ra cả ngày. Vì là chợ đầu mối nên hàng hóa tập trung ở đây với số lượng tương đối lớn. Mỗi mặt hàng đã được phân loại cho đồng đều về chất lượng, kích cỡ. Phương tiện di chuyển và chuyên chở hàng hóa chủ yếu là ghe bầu. 
Hòa mình vào không khí nhộn nhịp của buổi chợ, du khách có thể quan sát, tìm hiểu sinh hoạt của nhiều gia đình thương hồ với nhiều thế hệ chung sống trên ghe. Mỗi chiếc ghe là một căn nhà trên sông nước với những chậu hoa kiểng, các loài vật nuôi, các tiện nghi đầy đủ như ti-vi màu, đầu dĩa, dàn âm thanh...có cả xe gắn máy đậu trên ghe.
Hình thức mua bán trên chợ là treo "bẹo"   thay vì treo biển hiệu . Thông thường, ghe bán sẽ dựng một chậu cây bất kỳ để phân biệt với ghe mua.

## Giờ hoạt động

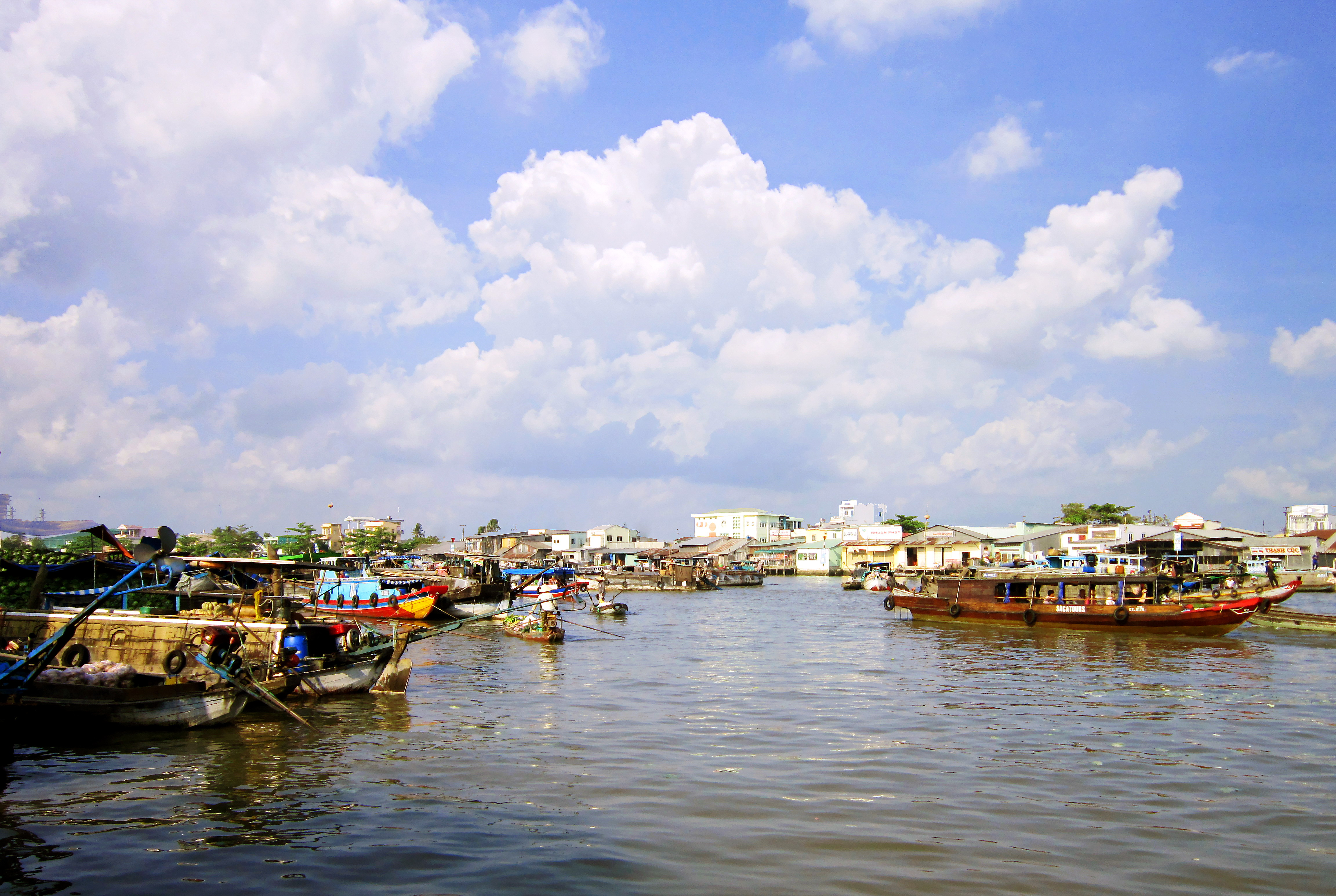
Một cảnh ở chợ nổi Cái Răng (ảnh 2)

- Chợ Cái Răng thường nhóm khá sớm, khoảng 2 - 3 sáng.
- Thời điểm tối ưu nhất mà khách tham quan nên đi là khoảng 5 - 6 giờ sáng.
- Chợ không hoạt động và hoạt động hạn chế vào các ngày Tết Âm Lịch (mồng 1 và mồng 2 Tết, Tết Đoan Ngọ (mồng 5 tháng Năm âm lịch).
- Do nhu cầu của người đi chợ nên không chỉ có các xuồng rau củ, trái cây mà còn có nhiều loại dịch vụ khác: ăn uống, mua sắm,... Các xuồng bán trái cây thường len lõi phục vụ khách khách tham quan.

## Du lịch
Chợ nổi Cái Răng là một trong những điểm tham quan đặc sắc nhất ở Cần Thơ. Có thể xem chợ nổi là bản sắc văn hóa của vùng đồng bằng sông nước, thu hút rất nhiều du khách, đặc biệt là du khách nước ngoài. Hầu như các tour tham quan TP. Cần Thơ đều có điểm đến là chợ nổi Cái Răng.

## Trong văn học, nghệ thuật

### Trong thơ ca
Chợ đã nổi từ nửa đêm về sáng
Ta vẫn chìm từ giữa bữa hoàng hôn
Em treo bẹo Cái Răng Ba Láng
Ta thương hồ Vàm Xáng Cần Thơ
- Huỳnh Kim -

### Trong âm nhạc
- Bài hát "Sông nước Cần Thơ" - Sáng tác: La Tuấn Dũng
- Bài hát "Cần Thơ yêu dấu" - Nhạc: La Tuấn Dũng
- Bài hát "Phiên chợ sông" - Sáng tác: Hoài An

## Hình ảnh

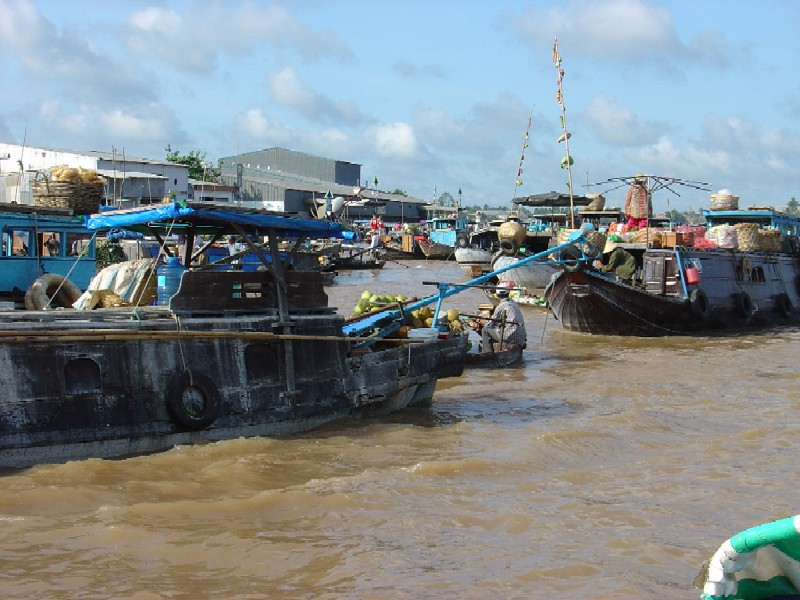
Cảnh chợ nổi Cái Răng
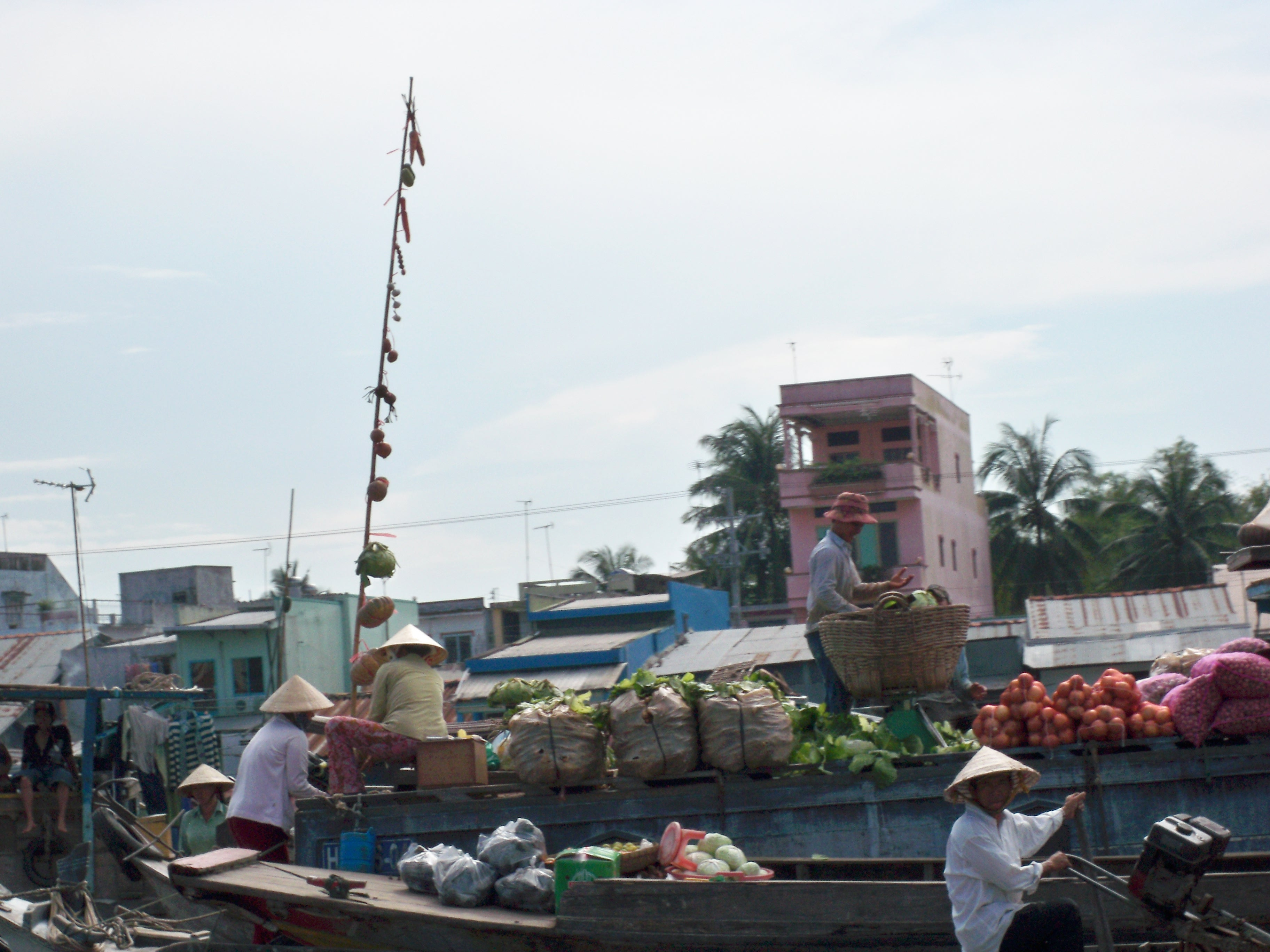
Đây là cây bẹo - nhìn vào cây bẹo, có thể biết chủ thuyền bán gì, thuyền này bán: bí đỏ, củ hành, sắn, v.v...
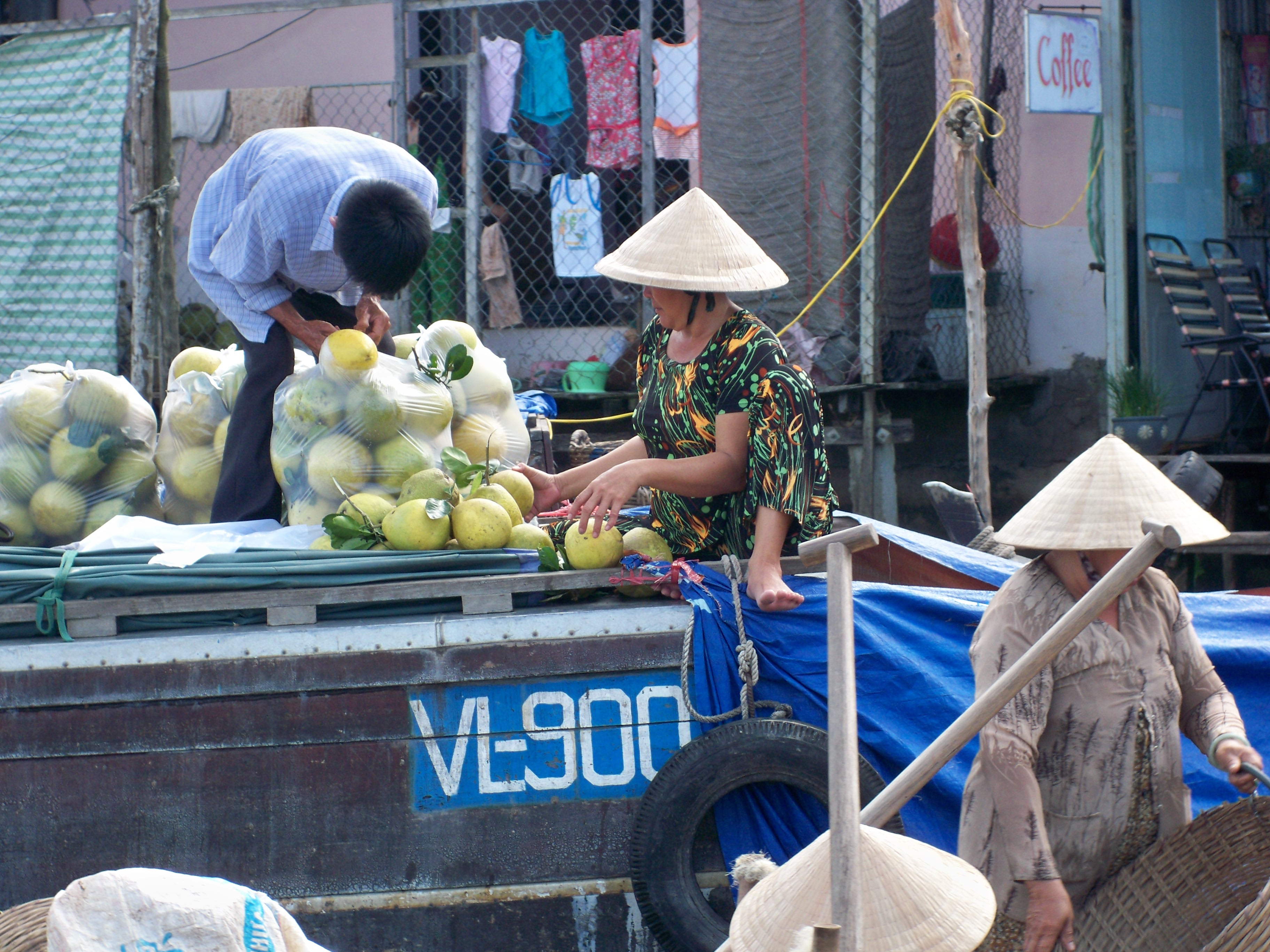